# Heuckewalde
Heuckewalde ist ein Ortsteil der Gemeinde Gutenborn und liegt im Südosten des sachsen-anhaltischen Burgenlandkreises.

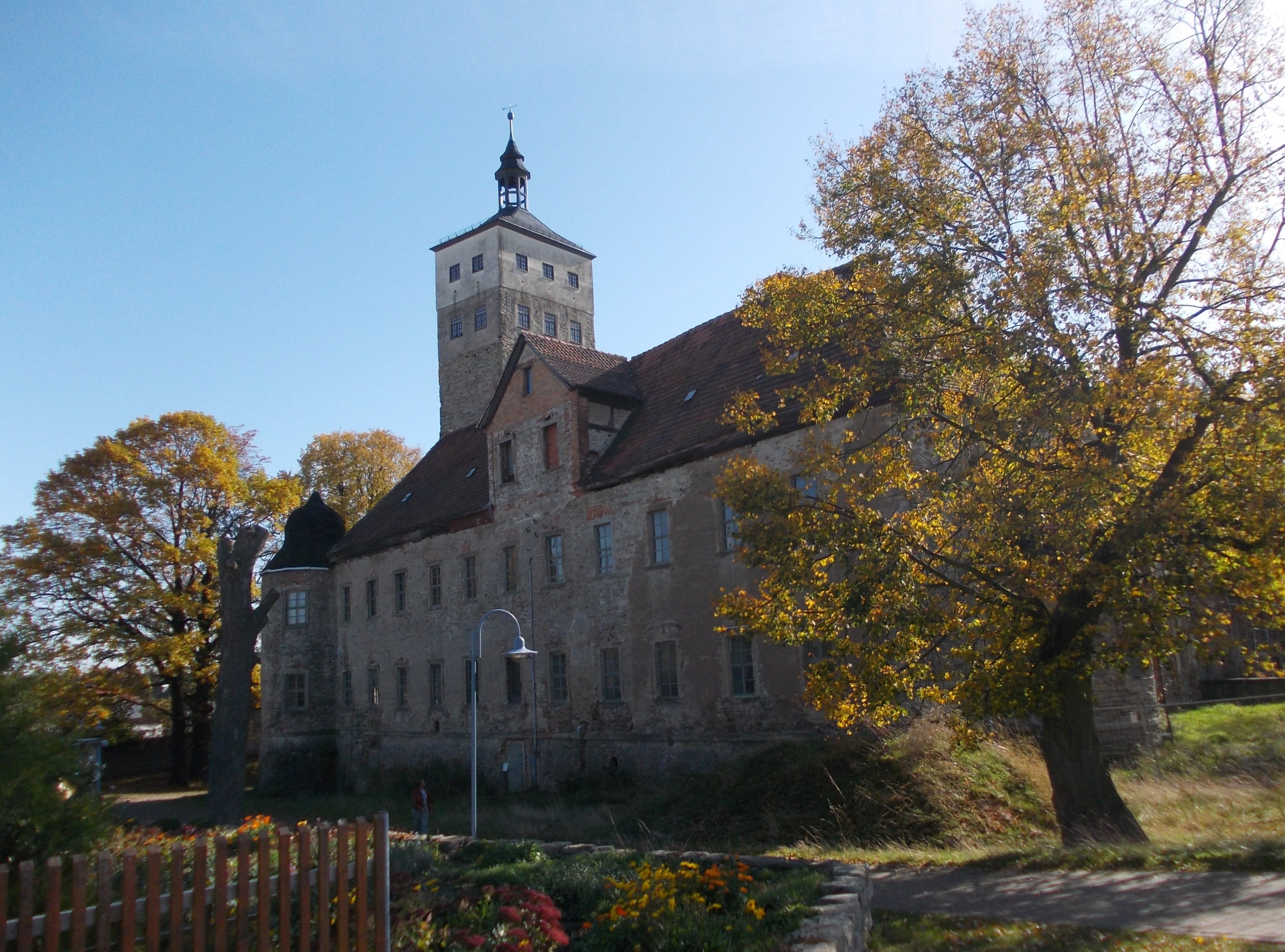
Schloss Heuckewalde

## Geographie
Mit dem Geraer Ortsteil Hermsdorf bildet Heuckewalde ein zusammenhängendes Ortsgebiet.
Die ehemalige Gemeinde setzte sich aus den Ortsteilen Giebelroth, Loitzschütz und Heuckewalde zusammen.

## Geschichte
Die erste urkundliche Erwähnung stammt aus dem Jahr 1152.
Am 1. Juli 1950 wurden die bis dahin eigenständigen Gemeinden Giebelroth und Loitzschütz eingegliedert.
Am 1. Januar 2010 schlossen sich die bis dahin selbstständigen Gemeinden Heuckewalde, Bergisdorf, Droßdorf und Schellbach zur Gemeinde Gutenborn zusammen.

### Einwohnerentwicklung
Entwicklung der Einwohnerzahl (ab 31. Dezember 1995):
| - 1990 – 462 - 1995 – 460 - 2000 – 451 | - 2003 – 425 - 2007 – 435 - 2008 – 434 |

 Datenquelle: Statistisches Landesamt Sachsen-Anhalt

## Sehenswürdigkeiten
Heuckewalde ist geprägt durch das Schloss Heuckewalde mit rechteckigem Turm, Schlosskirche und Schlosspark, sowie die schwarze Mühle (Bockwindmühle) aus 1749.
Siehe auch Liste der Kulturdenkmale in Gutenborn

## Sport
Der Heuckewalder SV ist mehrfacher Fußball-Kreismeister.

## Wirtschaft und Infrastruktur
Durch den Ortsteil Giebelroth führt die Bundesstraße 2.
Der ÖPNV wird durch die RVG Regionalverkehr Gera/Land und die PVG Burgenlandkreis gesichert. Die RVG Gera bindet den direkt benachbarten Ort Hermsdorf mit der Linie 229 im Stundentakt und am Wochenende Heuckewalde im Zweistundentakt direkt an Gera an. Die PVG verbindet den Ort mehrmals täglich über die Linie 830 mit Zeitz.

## Persönlichkeiten
- Otto von Wolframsdorf (1803–1849), Architekt
- Georg Hannibal Hermann von Hertzberg (1817–1905), Abgeordneter des Landtages der preußischen Provinz Sachsen und Rittergutsbesitzer